# Akatoreit
Akatoreit ist ein sehr selten vorkommendes Mineral aus der Mineralklasse der „Silikate und Germanate“ mit der chemischen Zusammensetzung Mn2+9Al2[(OH)3|(Si4O12)(OH)]2 und damit chemisch gesehen ein Mangan-Aluminium-Silikat mit zusätzlichen Hydroxidionen. Strukturell gehört Akatoreit zu den Gruppensilikateen (Sorosilikateen).
Akatoreit kristallisiert im triklinen Kristallsystem, entwickelt aber nur selten mit bloßem Auge sichtbare, prismatische und parallel der a-Achse [100] gestreifte Kristalle oder garbenförmige bis radialstrahlige Kristall-Aggregate bis etwa einem Zentimeter Größe. Meist findet er sich in Form von faserigen, feinkörnigen oder derben Massen. Die durchsichtigen Kristalle sind von gelboranger bis orangebrauner Farbe mit einem glasähnlichen Glanz auf den Oberflächen. Auf der Strichtafel hinterlässt Akatoreit einen gelblichweißen Strich.

## Etymologie und Geschichte
Erstmals entdeckt wurde Akatoreit in Mineralproben aus einer manganhaltigen Erz-Linse etwa 3 km südlich vom Akatore Creek im Clutha District auf der Südinsel Neuseelands. Die Mangan-Linse wurde bereits 1958 durch P. Robinson beschrieben. Bei einer nachfolgenden Untersuchung der undurchsichtigen Minerale dieser Ablagerung bemerkte H. H. Khoo auch ein bisher unbekanntes, faseriges und gelbes Mineral.
Peter B. Read und Anthony Reay gelang es, die für eine Analyse des Minerals nötigen Mengen an Typmaterial zu erhalten. Sie konnten die Entdeckung einer bisher unbekannten neuen Mineralart bestätigen und benannten das Mineral nach dessen Typlokalität. Nach Prüfung und Anerkennung des Akatoreits als neue Mineralart durch die International Mineralogical Association (interne Eingangs-Nr. der IMA: 1969-015) wurde die Erstbeschreibung des Minerals 1971 im Wissenschaftsmagazin American Mineralogist publiziert.
Das Typmaterial des Minerals wird an der University of Otago in Dunedin (Katalog-Nr. unbekannt) und der Geological Survey of New Zealand in Lower Hutt (Katalog-Nr. P39193) in Neuseeland sowie National Museum of Natural History in Washington, D.C. in den USA (Katalog-Nr. 137285 und 142541) aufbewahrt.

## Klassifikation
In der veralteten 8. Auflage der Mineralsystematik nach Strunz war der Akatoreit noch nicht aufgeführt.
In der zuletzt 2018 überarbeiteten Lapis-Systematik nach Stefan Weiß, die formal auf der alten Systematik von Karl Hugo Strunz in der 8. Auflage basiert, erhielt das Mineral die System- und Mineralnummer VIII/C.35-020. Dies entspricht der Klasse der „Silikate“ und dort der Abteilung „Gruppensilikate“, wo Akatoreit zusammen mit Hubeit, Ruizit und Taniajacoit eine unbenannte Gruppe mit der Systemnummer VIII/C.35 bildet.
Die von der International Mineralogical Association (IMA) zuletzt 2009 aktualisierte 9. Auflage der Strunz’schen Mineralsystematik ordnet den Akatoreit in die erweiterte Klasse der „Silikate und Germanate“, dort aber ebenfalls in die Abteilung „Gruppensilikate (Sorosilikate)“ ein. Diese ist weiter unterteilt nach der Art der Silikatgruppen und der Kristallstruktur. Das Mineral ist hier entsprechend seinem Aufbau in der Unterabteilung „Gruppensilikate mit Si3O10 oder größeren Anionen; Kationen in tetraedrischer [4]er- und größerer Koordination“ zu finden, wo es als einziges Mitglied eine unbenannte Gruppe mit der Systemnummer 9.BH.15 bildet.
In der vorwiegend im englischen Sprachraum gebräuchlichen Systematik der Minerale nach Dana hat Akatoreit die System- und Mineralnummer 57.02.03.01. Das entspricht der Klasse der „Silikate“ und dort der Abteilung „Gruppensilikate: Insulare (Si3O10) und größere nichtzyklische Gruppen mit Si3O10-Gruppen“. Hier findet er sich innerhalb der Unterabteilung „Gruppensilikate: Insulare (Si3O10) und größere nichtzyklische Gruppen mit Si4O13-Gruppen“ in der „Akatoreitgruppe“, in der auch Hubeit und Cassagnait eingeordnet sind.

## Chemismus
Die idealisierte, theoretische Verbindung Mn2+9Al2[(OH)3|(Si4O12)(OH)]2 besteht aus 38,24 % Mangan (Mn), 4,17 % Aluminium (Al), 17,38 % Silicium (Si), 39,59 % Sauerstoff (O) und 0,62 % Wasserstoff (alle Angaben in Gew.-%).
Die Mikrosondenanalyse am Typmaterial ergab allerdings, neben 47,7 % Mn, 36,4 % SiO2, 8,3 % Al2O3 und 6,21 % H2O, zusätzlich geringe Fremdbeimengungen von 1,0 % Eisen, 0,3 % MgO und 0,2 % CaO sowie Spuren von TiO2 (0,03 %). Die empirische Formel errechnet sich entsprechend zu (Mn8,61Fe0,19Mg0,09Ca0,05)Σ=8,94Si7,75Al2,09O23,17(OH)8,83.

## Kristallstruktur

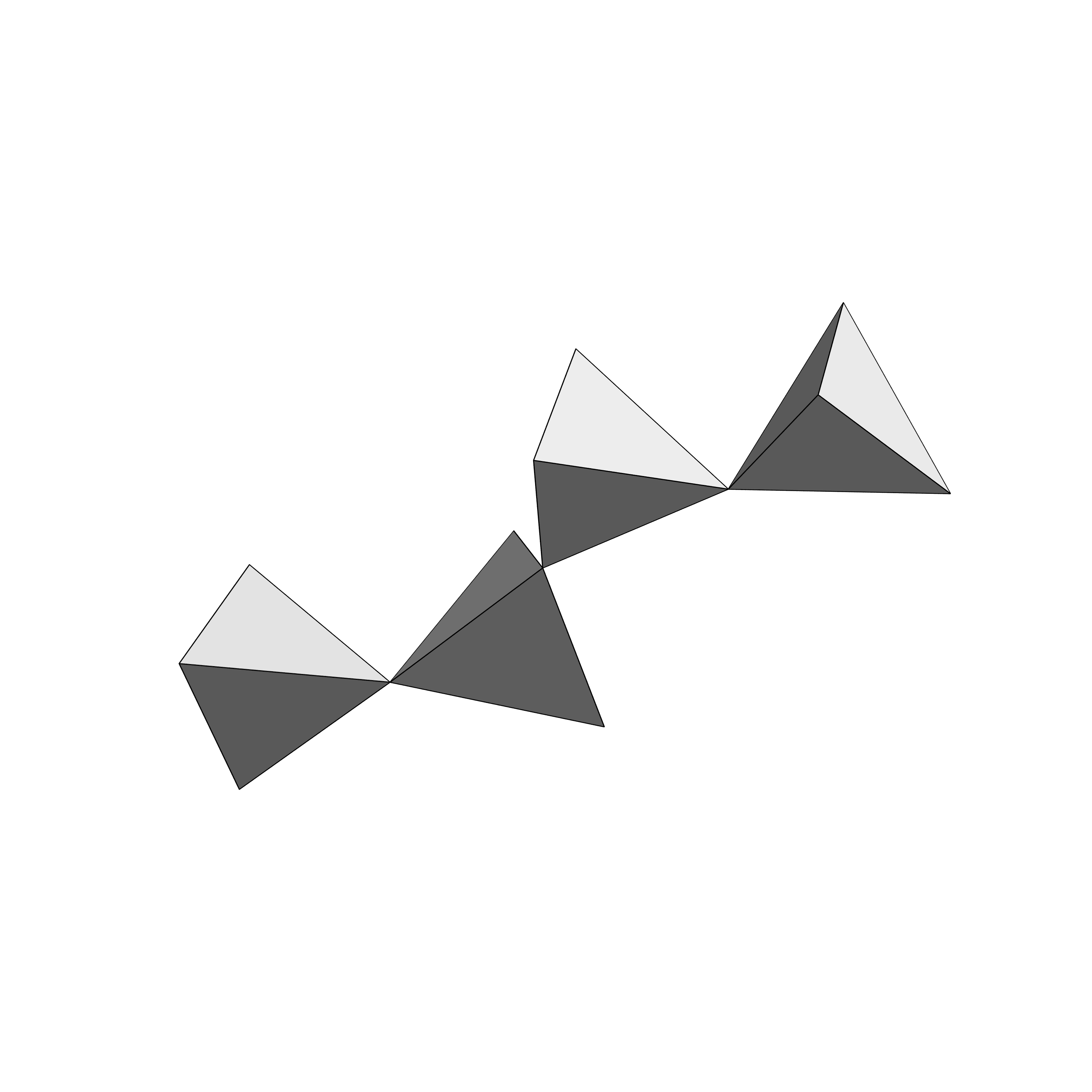
4er Einfach-Silikatgruppe des Akatoreit

Akatoreit kristallisiert monoklin in der Raumgruppe P1 (Raumgruppen-Nr. 2) mit den Gitterparametern a = 8,34 Å; b = 10,37 Å; c = 7,63 Å; α = 104,5°; β = 93,8° und γ = 104,2° sowie einer Formeleinheit pro Elementarzelle.

## Bildung und Fundorte
Akatoreit bildet sich in schwach metamorphisierten, manganhaltigen Hornstein- und Karbonat-Linsen in Schiefer, kann aber auch in mangan- und kaliumreichen, felsischen Metavulkaniten entstehen. Je nach Fundort können Alabandin, Apatit, Ganophyllit, Hübnerit, Pyrolusit, Pyroxmangit, Quarz, Rhodochrosit, Rhodonit, Spessartin, Tinzenit, Todorokit als Begleitminerale auftreten.
Akatoreit gehört zu den sehr seltenen Mineralbildungen, die in nur wenigen Proben bekannt wurden. Neben seinem Erstfund im Akatore Creek, der zudem der bisher einzige bekannte Fundort in Neuseeland ist, fand sich das Mineral bisher (Stand 2018) nur noch in einer Mangan-Lagerstätte auf etwa 3000 Meter Höhe am Monte Maniglia in der italienischen Gemeinde Bellino (Piemont) sowie im Eisen- und Manganerzfeld Häste in der schwedischen Gemeinde Norberg (Västmanland).
Ein zunächst als Akatoreit bezeichneter Neufund in der Eisen-Mangan-Lagerstätte Kamoyama Mine bei Ino in der Präfektur Kōchi auf der japanischen Insel Shikoku stellte sich nachfolgend als das bereits 2014 entdeckte und anerkannte Mineral Bunnoit heraus.